# Pidang
Pidang is een bestuurslaag in het regentschap Sumbawa van de provincie West-Nusa Tenggara, Indonesië. Pidang telt 1000 inwoners (volkstelling 2010).